# Pentos pygoplus
 (octobre 2021).
Genre
Espèce
Pentos pygoplus, unique représentant du genre Pentos, est une espèce d'opilions laniatores à l'appartenance familiale incertaine.

## Distribution
Cette espèce est endémique de la région de Cajamarca au Pérou. Elle se rencontre vers Cajamarca.

## Description
Le mâle holotype mesure 2,2 mm.

## Publication originale
- Roewer, 1952 : « Neotropische Arachnida Arthrogastra, zumeist aus Peru. » Senckenbergiana, vol. 33, p. 37-58.